# گوشی به گوشی
مخابرات گوشی به گوشی (به انگلیسی: Device to Device) به ارتباط کابران نزدیک به یکدیگر  در شبکهٔ سلولی، بدون مداخلهٔ ایستگاه پایه (base station) یا با دخالت محدود، اشاره دارد. مخاگ یکی از فناوری‌های جدیدی هست که در نسل پنجم مخابرات سلولی ارائه خواهد شد و به میزان زیادی خواهد توانست توان عملیاتی شبکه را افزایش دهد.